# Pause der globalen Erwärmung

Angebliche Pause der globalen Erwärmung: Die selektiv ausgewählten Jahre 1998 bis 2012 (Rosinenpicken) diente Klimawandelleugnern als Argument, dass die globale Erwärmung zum Stillstand gekommen sei.

Der globale Erwärmungstrend ist durch Rauschen und Oszillation des Klimasystems überlagert; selektive Betrachtung kurzer Zeiträume kann zu Ergebnissen führen, die dem Trend scheinbar zuwiderlaufen (dargestellt: Daten eines Klimamodells)

Als Pause der globalen Erwärmung wurde in der sogenannten Kontroverse um die globale Erwärmung eine Phase relativ stagnierender Oberflächentemperaturen zwischen 1998 und 2013 bezeichnet, die dem Trend zur globalen Erwärmung der Erdoberfläche scheinbar widersprach. Sie wurde vor allem durch Klimawandelleugner angeführt, um die Notwendigkeit von Klimaschutzmaßnahmen zu bestreiten. In der Wissenschaft wird das Phänomen als natürliche Schwankung zurückgewiesen, die den Trend nicht in Frage stellt (vgl. Statistische Signifikanz). So hielt z. B. der IPCC in seinem Sechsten Sachstandsbericht fest, dass die menschengemachte Erwärmung der Erdoberfläche im Zeitraum 1998–2012 durch interne Variabilität des Klimasystems sowie Fluktuationen von solaren und vulkanischen Klimafaktoren teilweise verborgen wurde, während sich die Klimaerwärmung insgesamt weiter fortsetzte. So betrug 2022 die weltweite Durchschnittstemperatur nahe dem Boden laut Berechnungen der WMO ungefähr 1,2 °C mehr als der Durchschnittswert von 1850 bis 1900. Dies machte 2022 zum sechstwärmsten Jahr, das jemals gemessen wurde. Die letzten acht Jahre waren weltweit die wärmsten seit 1850.
Die Behauptung, dass die globale Erwärmung eine Pause eingelegt hätte, kam etwa um 2008 auf und basiert auf dem Rosinenpicken von bewusst ausgewählten Anfangs- und Enddaten von klimatologisch nicht bedeutsamen kurzen Zeiträumen. Mit den neuen Temperaturrekorden ab 2014 fiel der Mythos der Klimawandel-Pause in sich zusammen. Die wesentliche Erkenntnis aus vielen Forschungsarbeiten – neben Artefakten der Auswertung – ist hingegen, dass die globale Erwärmung keine Pause eingelegt hat, sondern dass kontinuierlich Wärme aufgenommen wurde, bloß vorübergehend fast vollständig von den Ozeanen. Das führte nicht nur zu einem beschleunigten Anstieg des Meeresspiegels, sondern zu einem Temperatursprung, als mit dem El Niño 2015/16 ein Teil der Wärme zurück in die Atmosphäre gelangte. Auch 1998/99 gab es einen starken El Niño mit Rekordtemperaturen, was die Klimawandelleugner ausnutzten, indem sie das Ausnahmejahr 1998 zum Startpunkt ihrer irreführenden Zeitreihen wählten. Tatsächlich gibt es die behaupteten Diskrepanzen zu den Klimamodellen nicht, und deren Prognosen für die Temperatur gegen Ende des Jahrhunderts bzw. die Reduktionsziele zur Begrenzung des Anstiegs gelten unverändert.

## Befund
Obwohl die Konzentration von Treibhausgasen in der Erdatmosphäre seit der Mitte des 19. Jahrhunderts ansteigt, bleibt der dadurch verursachte Anstieg der Oberflächentemperatur immer wieder scheinbar stehen. Am ausgeprägtesten und längsten waren die Pausen in den Jahren von 1880 bis 1910, von 1940 bis 1974 und von 1998 bis etwa 2014. In den ersten beiden genannten Zeiträumen gingen die Oberflächentemperaturen – trotz eines in dieser Zeit beobachteten ungebremsten Anstiegs der Konzentration der wärmenden Treibhausgase – global sogar zurück.
Die übrigen Klimavariablen wie Meeresspiegel, Wärmeinhalt der Ozeane oder das Volumen des arktischen Meereises setzten ihren Trend jedoch fort. Während der vermeintlichen Erwärmungspausen stoppte nicht die Klimaerwärmung, es wurde lediglich Energie in andere Teile des Erdsystems umgeleitet.

## Ursachen
Die Untersuchungen der Ursachen eines verlangsamten Temperaturanstiegs an der Erdoberfläche sind noch nicht abgeschlossen. Im fünften Sachstandsbericht des IPCC werden folgende Hauptfaktoren für einen verlangsamten Temperaturanstieg angegeben:
1. Interne Variabilität des Klimasystems (z. B. Umverteilung von Energie in die Ozeane)
2. Äußere Antriebe, die die Strahlungsbilanz der Erde beeinflussen (vgl. Strahlungsantrieb):
  - ein Minimum im 11-jährigen Sonnenfleckenzyklus
  - die Verstärkung des kühlenden Effekts durch Aerosole
3. Datenlücken und andere Probleme bei der Klimamodellierung

Der Umstand, dass 1998 ein besonders starker Anstieg der Welttemperaturen stattfand, verstärkt den Eindruck (seitdem) stabiler Temperaturen, wenn zugleich der vorherige Anstieg ausgeblendet wird.

### Interne Variabilität
Die natürliche Eigenschaft des Weltklimas, einen schwingenden Temperaturverlauf zu zeigen, wird unter anderem durch die Atlantische Multidekaden-Oszillation (AMO), die Pazifische Dekaden-Oszillation (PDO) und die El Niño-Southern Oscillation (ENSO) hervorgerufen. So kann beispielsweise das Auftreten von El-Niño- bzw. La-Niña-Ereignissen die globale Durchschnittstemperatur von einem Jahr auf das andere um 0,2 K erhöhen beziehungsweise absenken und für wenige Jahre den jährlichen Erwärmungstrend von etwa 0,02 K überdecken oder verstärken.
Bei La-Niña-Ereignissen wird Wärme in tiefere Ozeanschichten (>300 m) befördert, wie man anhand von Messungen bestätigen und mit Hilfe von Klimasimulationen nachvollziehen konnte.
Eine Gruppe um den Klimatologen Mojib Latif prognostizierte in einer im Jahr 2007 eingereichten Publikation, dass bei Extrapolation der beschriebenen natürlichen Schwankungen des Klimasystems zu erwarten sei, dass die globale Durchschnittstemperatur bis etwa zum Jahr 2017 nicht oder kaum ansteigen würde. In einer anderen Publikation prognostizierte eine Autorengruppe, dass durch die verstärkte Wärmeaufnahme der Ozeane für insgesamt 20 bis 35 Jahre mit einer verlangsamten Erwärmung an der Erdoberfläche zu rechnen sei. Sie führten diesen Effekt auf eine in der subpolaren Region des Nordatlantik zu beobachtende Anomalie der Salinität zurück, die in der Vergangenheit eine Dauer von 20 bis 35 Jahren aufgewiesen habe und während dieser Zeit zu einer Subduktion warmen Wassers in tiefere Ozeanregionen geführt habe. Anschließend sei mit einer Phase verstärkter Erwärmung zu rechnen. Dies leiteten sie aus Messdaten des Argo-Programms ab.

### Äußere Antriebe
Ein äußerer Antrieb ist die Veränderung der Sonnenaktivität: sie variiert in einem elfjährigen Zyklus.
Deutlicher ausgeprägt ist der Einfluss von Aerosolen auf die Strahlungsbilanz der Erde. So werden die Phasen globaler Abkühlung zwischen ca. 1940 und ca. 1975, sowie zwischen 1998 und 2008 hauptsächlich mit einer erhöhten Konzentration von Sulfat-Aerosolen in der Atmosphäre erklärt. Wallace Broecker erkannte schon in den 1970er Jahren den kühlenden Effekt der menschengemachten Luftverschmutzung und spekulierte vor dem Hintergrund einer 35 Jahre dauernden Periode globaler Abkühlung in seiner oft zitierten Publikation vom 8. August 1975, dass für den Fall, dass der kühlende Effekt der Aerosole schwächer als der wärmende Effekt der Treibhausgase sei, eine signifikante globale Erwärmung zu erwarten sei. Als Titel seiner Publikation wählte er:
Are we on the brink of a pronounced global warming? (Deutsch: Sind wir an der Schwelle einer ausgeprägten globalen Erwärmung)? Er sollte recht behalten, und der von ihm erstmals verwendete Begriff eines „Global Warming“ wurde fortan zum Synonym des menschengemachten Klimawandels.
Aufgrund dieses kühlenden Effekts warnen Forscher davor, dass ein signifikanter Teil des wärmenden Effekts der bereits in der Atmosphäre befindlichen Treibhausgase quasi „versteckt“ wird, aber bei erfolgreicher Luftreinhaltung innerhalb weniger Jahre zum Vorschein kommen würde.

### Einfluss der Messtechnik
Ein weiterer, das Messergebnis bestimmender Faktor rührt daher, dass die Erde nicht lückenlos mit Messstationen bedeckt ist und sich daher Wärme- oder Kälteinseln in Regionen befinden können, deren Daten nicht messtechnisch erfasst werden. So resultiert ein messtechnisches Artefakt aus der Tatsache, dass es in der Arktis kaum Temperatur-Messstationen gibt, weshalb eine Erwärmung, die sich in erster Linie dort zeigt, nicht in den globalen Messdaten widerspiegeln kann.
Ein Forscherteam des Dänischen Meteorologischen Instituts, das sukzessiv größer werdende polare Regionen aus den Temperaturtrends troposphärischer Satellitendaten und des Hadley Centre-Datensatzes (HadCRUT 4) herausrechnete, verortet die Hauptursache des geringeren Trends seit 2002 in niedrigen Breiten. Die lückenhafte Abdeckung der Arktis in den Messdaten ist nur ein Teil der Erklärung. Sie ist in Satellitendaten und für den Zeitraum seit 2002 nicht dominant.
Die Temperaturabnahme von etwa 0,3 K um 1945, die in den Daten des britischen Hadley Centre vorkommt, ist wahrscheinlich auf eine nicht korrigierte Abweichung bei der Messung der Meerestemperaturen zurückzuführen.
Weiterhin könnten Fehler bei Schiffsmessungen einen schwächeren Anstieg vorgetäuscht haben.

## Die Stagnation der globalen Oberflächentemperaturen im Zeitraum 1998 bis etwa 2014

Entwicklung des Gesamtwärmebudgets der Erde. Die Darstellung zeigt, dass es auch in der Zeit von ca. 2000 bis 2014 eine Erwärmung gab, die aber fast ausschließlich in den Meeren stattfand
Erwärmung der Wassersäule 0–700 m
Erwärmung der Wassersäule 700–2000 m
Erwärmung der Eis- und Landflächen sowie der Atmosphäre

Für den Zeitabschnitt 1998 bis 2013 (teilweise auch noch 2014) wurde in der Öffentlichkeit häufig von einer Stagnation der Temperaturen gesprochen, die als Beleg herangezogen wird, dass die Globale Erwärmung gestoppt habe. Belegt wurde dies mit Aussagen der NOAA und einer Publikation des Lawrence Livermore National Laboratory. So schrieb die NOAA in ihrem Bericht „State of the Climate“ im Jahr 2008: Anhand der Simulationen können Erwärmungspausen von 15 Jahren und mehr mit 95%iger Sicherheit ausgeschlossen werden; dies legt nahe, dass ein Fehlen der Erwärmung für diese Dauer nötig ist, um eine Diskrepanz zur erwarteten Erwärmungsrate zu erzeugen.
Trends der mittleren globalen Erdoberflächentemperatur für diverse 15-Jahres-Perioden betrugen beispielsweise:
1995–2009: Trend = 0,13 [0,02 bis 0,24] °C pro Jahrzehnt, 1996–2010: Trend = 0,14 [0,03 bis 0,24] °C pro Jahrzehnt, 1997–2011: Trend = 0,07 [-0,02 bis 0,18] °C pro Jahrzehnt, 1998–2012: Trend = 0,05 [-0,05 bis 0,15] °C pro Jahrzehnt.

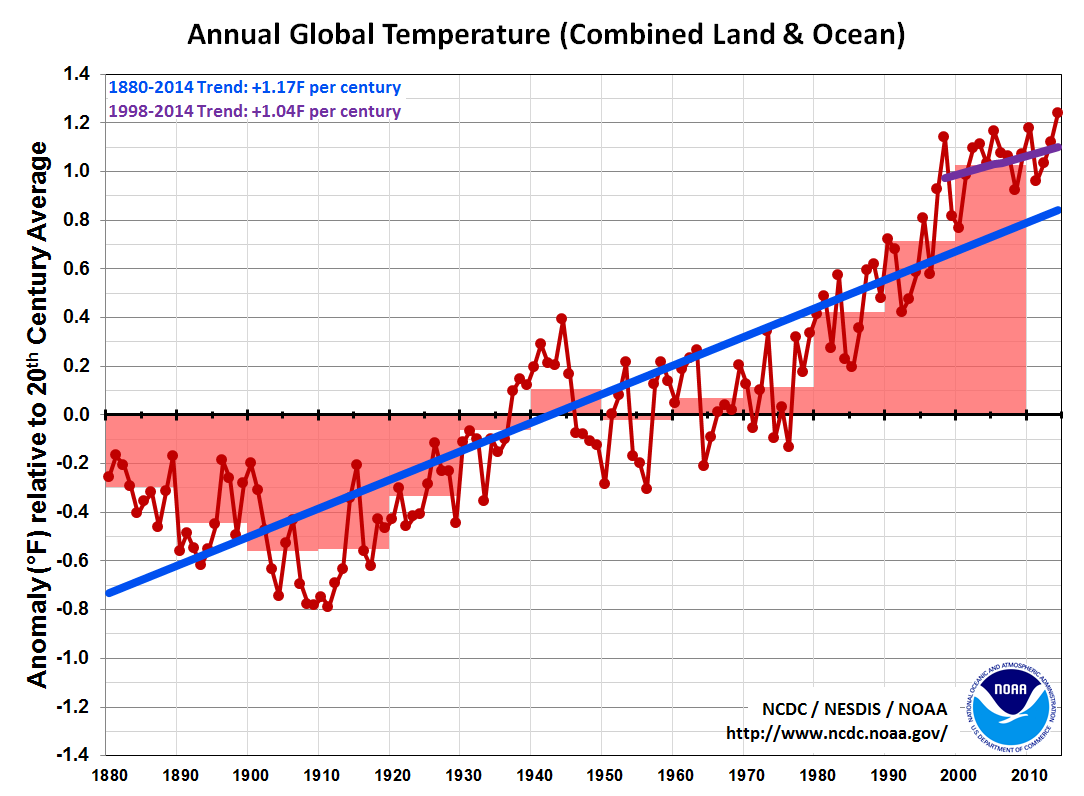
Globale Oberflächentemperatur: langfristige Trend und Trend zwischen 1998 und 2014

Statistische Analysen des globalen Temperaturverlaufs durch das Lawrence Livermore National Laboratory (LLNL) ergaben, dass ein Betrachtungszeitraum von mindestens 17 Jahren nötig ist, um den Einfluss natürlicher Schwankungen vom „Signal“ externer Einflüsse, also Veränderungen des Strahlungsantriebs trennen zu können. Die Forscher untersuchten den Temperaturverlauf von Klimamodellen, wenn diese keinerlei äußere Antrieben ausgesetzt waren. Während sich die Durchschnittstemperatur auf langen Zeitskalen nicht änderte, gab es bedingt durch natürliche Fluktuationen immer wieder Phasen globaler Erwärmung und Abkühlung zu beobachten, die mehr als 10 Jahre andauern konnten. Eine Erwärmung oder Abkühlung über einen Zeitraum von 17 Jahren und mehr war aber nicht anzutreffen. Um eine derlei lange Erwärmungs- bzw. Abkühlungsphase hervorzurufen, war ein äußerer Antrieb wie z. B. eine Veränderung der Treibhausgas- bzw. der Aerosolkonzentration oder eines anderen klimatisch wirksamen Elementes nötig.

### Falschdarstellungen von Klimawandelleugnern
Die Behauptung, dass die globale Erwärmung 1998 gestoppt habe, zählt zu den am häufigsten genannten Argumenten von Klimaskeptikern und -leugnern. Sie basiert auf Temperaturen des HadCRUT-Datensystems, das infolge des 1998 sehr starken El Niños Rekordtemperaturen bei den Oberflächentemperaturen ergab. Die Behauptung basiert auf einem Rosinenpicken von Daten, denn tatsächlich wird der größte Teil der Erwärmung von den Ozeanen aufgenommen, wo sich die Erwärmung ungebremst weiter fortsetzte. Obwohl schon früher genutzt, wurde es insbesondere im Vorfeld der UN-Klimakonferenz in Kopenhagen 2009 eingesetzt, um Verwirrung in der Öffentlichkeit zu stiften. Später folgten weitere ähnlich lautende Behauptungen.
Im Januar 2015 erschien z. B. auf dem Blog Wattsupwiththat ein Gastkommentar von Christopher Monckton, in dem dieser behauptete, dass es seit Oktober 1996 keine erkennbare Erwärmung gegeben habe. Diese Argumentation wurde in der Folge auch von US-amerikanischen Politikern wie z. B. Ted Cruz aufgegriffen. Monckton verwies hierbei auf den RSS-Datensatz, bei dem seit Ende der 1970er Jahre mit Hilfe von Satellitenmessungen die globalen Temperaturen bestimmt werden. Im Gegensatz zu anderen Datensätzen, die einen deutlichen Erwärmungstrend zeigen, liefert dieser Datensatz nur eine geringe Erwärmung seit 1998. Dieser Unterschied zwischen den RSS-Daten und anderen Datensätzen rührt daher, dass die RSS-Daten den Satellitendrift nur mangelhaft berücksichtigen, wodurch sich eine systematische Unterschätzung der Erderwärmung ergibt. Korrigiert um diesen methodischen Fehler ergibt sich jedoch auch für RSS-Daten eine erhebliche Erwärmung, besonders nach 1998. Zudem ist zu beachten, dass Satellitenmessungen (UAH, RSS) und Messungen an der Erdoberfläche nicht direkt vergleichbar sind, da sie unterschiedliche physikalische Eigenschaften wiedergeben.

### Die Sachlage im Spiegel der Wissenschaft
Benjamin D. Santer, der Hauptautor der oben genannten Studie des LLNL, entgegnete darauf in einem Gastkommentar bei Wattsupwiththat, dass die statistische Analyse nur für eine klimatische Entwicklung galt, bei der externe Antriebe unverändert bleiben, worauf in der Publikation auch ausdrücklich hingewiesen wird. Im Zeitraum zwischen 1998 und 2014 blieben die externen Antriebe jedoch nicht unverändert, was in diversen, unabhängigen Studien nachlesbar sei.
So sind die im Jahrzehnt zwischen 1998 und 2008 global weitgehend stagnierenden Temperaturen wahrscheinlich auf eine Kombination von nur wenig wärmenden anthropogenen und natürlichen Klimafaktoren zurückzuführen. In dieser Zeit war die Sonnenaktivität gering und es bestanden meist La-Niña-Bedingungen im Pazifik; wie auch in den 1960er Jahren dämpften stark gestiegene Schwefeldioxidemissionen zusätzlich den wärmenden Einfluss stetig steigender Treibhausgaskonzentrationen. Diese waren in erster Linie auf Kohleverbrennung in China zurückzuführen, dessen Schwefeldioxidemissionen allein zwischen den Jahren 2000 und 2006 um 53 % angestiegen war.
Untersuchungen zeigten außerdem, dass sich die pazifischen Passatwinde seit den 1990er Jahren signifikant verstärkt hatten. Diese Entwicklung, die damit einherging, dass warmes Wasser in die Tiefe gedrückt und kaltes Wasser an die Oberfläche befördert wurde, war in 48 Projektionen von Klimamodellen nicht abgebildet worden.
Klimasimulationen deuten darauf hin, dass mehr als die Hälfte der zur Erwärmungspause führenden Einflüsse durch die natürliche Variabilität des Klimasystems verursacht wurde, konkret mit der negativen Phase der Pazifischen Dekaden-Oszillation. Über eine Fernwirkung quasistationärer Rossby-Wellen führte dies darüber hinaus zu einer negativen Phase der Nordatlantischen Oszillation, was wiederum zu erhöhten Wahrscheinlichkeiten für winterliche Kälteeinbrüche in Europa führte, ein Effekt, der während der Winter 2009–2010, 2010–2011 und 2012–2013 auch beobachtet werden konnte.
In einem Beitrag auf dem Wissenschaftsblog Realclimate vom Dezember 2014 wies der Klimatologe Stefan Rahmstorf darauf hin, dass es keine Erwärmungspause seit 1998 gegeben hat. Eine mathematische Analyse des Trends seit 1998 ergab, dass die Erwärmung zwar statistisch nicht signifikant geringer ausfiel, aber dennoch stattfand. Es stellt sich lediglich ein Trend dar, der von natürlichen kurzfristigen Fluktuationen überlagert wird.
In einer News-Meldung von der National Centers For Environmental Information der NOAA vom 4. Juni 2015 stellen die Autoren dar, dass sich unter Berücksichtigung der Temperaturdaten der letzten beiden Jahre (2013 & 2014) und nach Verbesserung der Qualität der vorliegenden Temperaturaufzeichnungen keinerlei Erwärmungspause in den Trenddaten zeigt. Die globale Erwärmungsrate sei in den vergangenen 15 Jahren im Zeitabschnitt 2000–2014 genauso hoch (0,116 °C / Dekade), wenn nicht sogar höher als die in der zweiten Hälfte des 20. Jahrhunderts im Zeitabschnitt 1950–1999 (0,113 °C / Dekade), ausgefallen.
Die Differenz der neuen globalen Erwärmungsraten in den zwei sehr verschiedenen Zeitabschnitten (15 und 50 Jahre) beträgt: 0,116 − 0,113 = 0,003 °C / Dekade. Bei einer Abrundung der Differenz auf zwei Stellen hinter Komma beträgt die Differenz 0,00 °C / Dekade.
Die Differenz der alten globalen Erwärmungsraten in den zwei sehr verschiedenen Zeitabschnitten (15 und 50 Jahre) beträgt: 0,066 − 0,101 = −0,035 °C / Dekade.
Eine Erwärmungspause wurde lediglich bei den Luft- und gegebenenfalls Oberflächentemperaturen festgestellt. Satellitenmessungen zeigten auch für die Zeit der Erwärmungspause Anfang des 21. Jahrhunderts, dass die Erde weniger Energie abgibt – überwiegend als Wärmestrahlung –, als von der Sonne eingestrahlt wird. Demnach gibt es einen Energieüberschuss, der zum großen Teil von den Meeren aufgenommen wird. Wie eine 2012 in Nature Geoscience erschienene Studie ergab, werden ca. 90 % des Überschusses von den Ozeanen aufgenommen.
Die Trendwerte (°C/Dekade) der globalen mittleren Erdoberflächen- und Oberluftanomalien sind aus den unterschiedlichen Datenquellen und Perioden im Dritten Sachstandsbericht des Intergovernmental Panel on Climate Change (IPCC, Abschnitt 2.2.4, Tabelle 2.3) angezeigt und verglichen.
2014, 2015 und 2016 waren nach globalen Messungen von NOAA und NASA-GISS das jeweils wärmste Jahr der gemessenen Klimageschichte,; in Deutschland war 2014 das mit Abstand wärmste Jahr bisher.

### Weitere Entwicklung

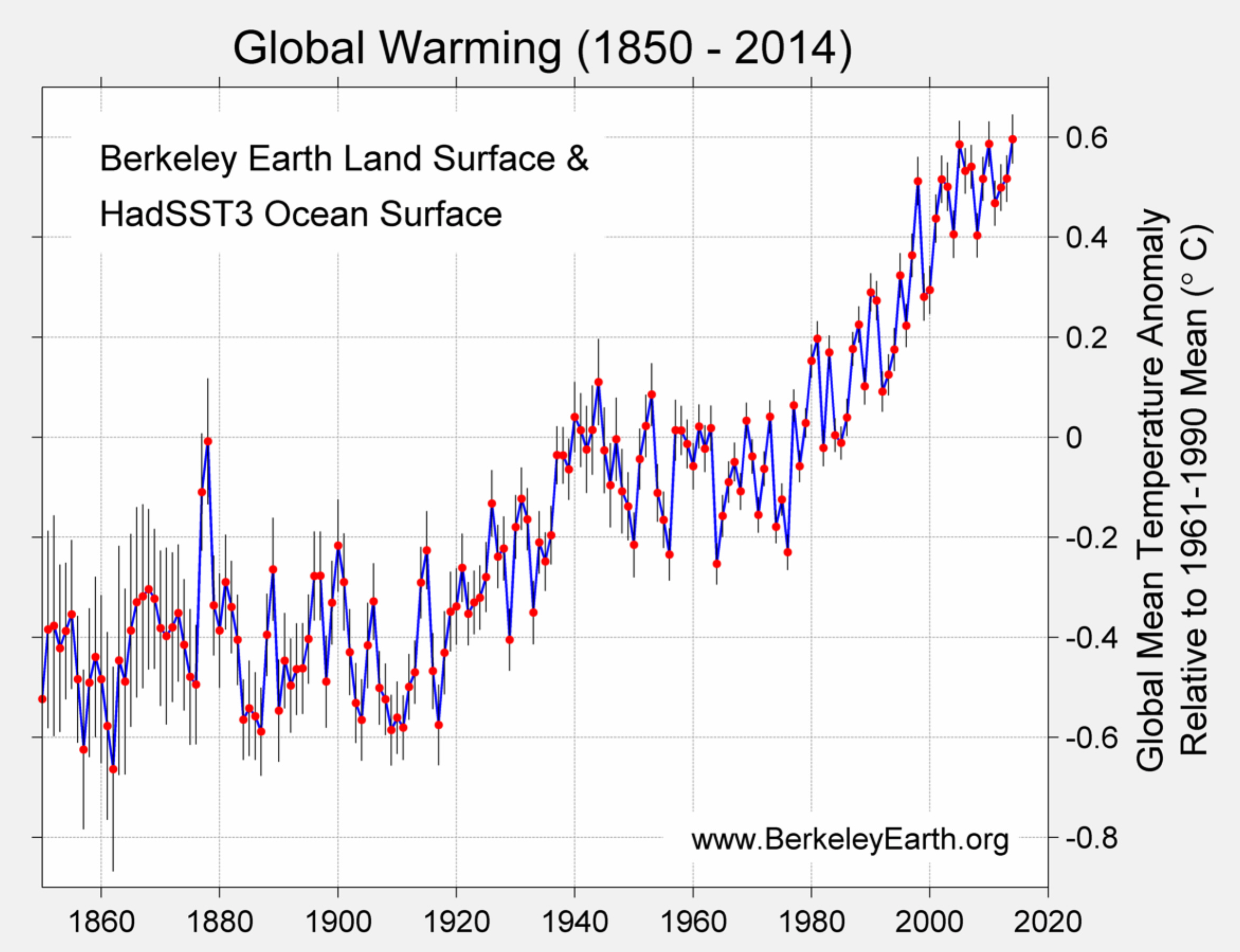
Globale Erwärmung

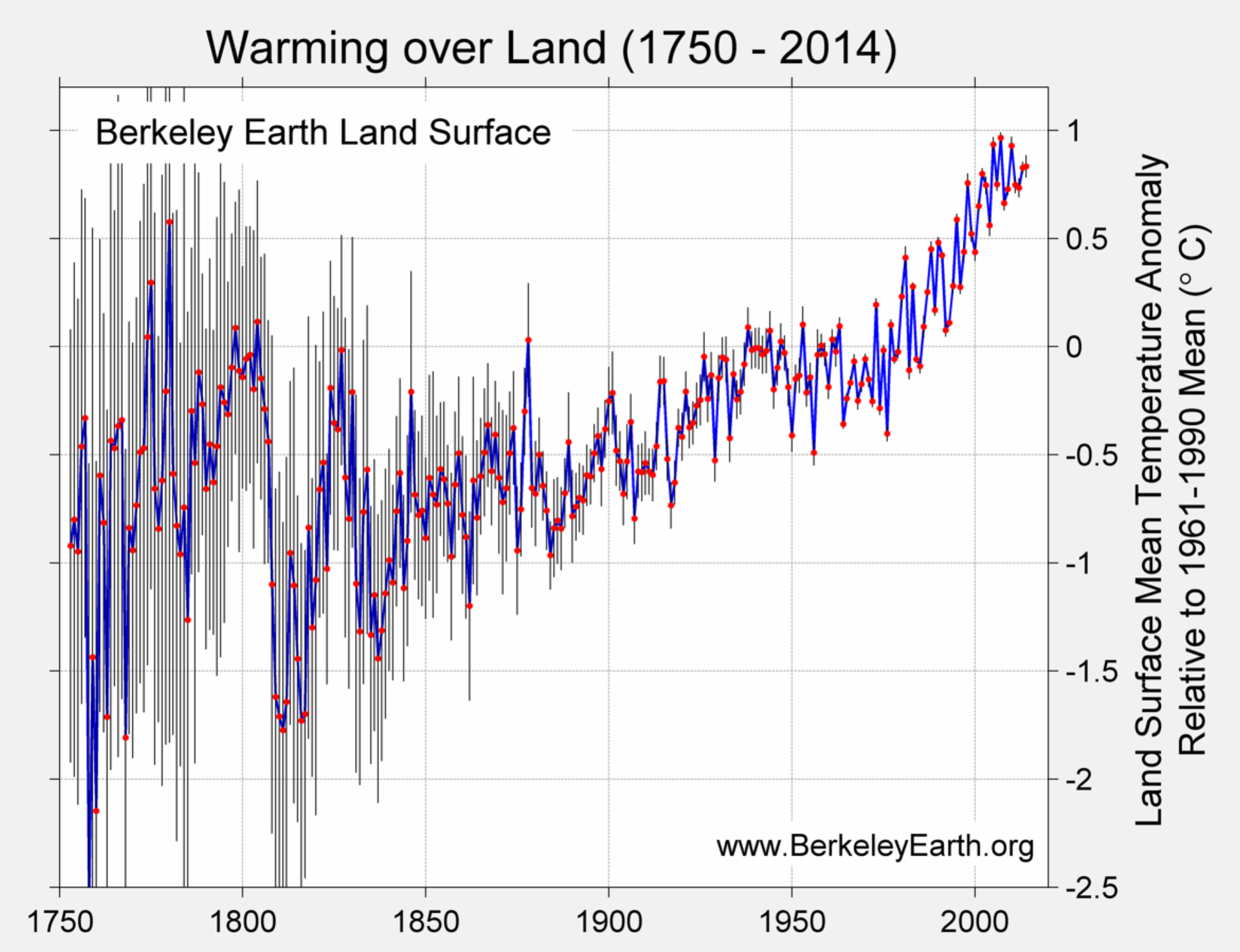
Erwärmung über Landflächen (30 % global)

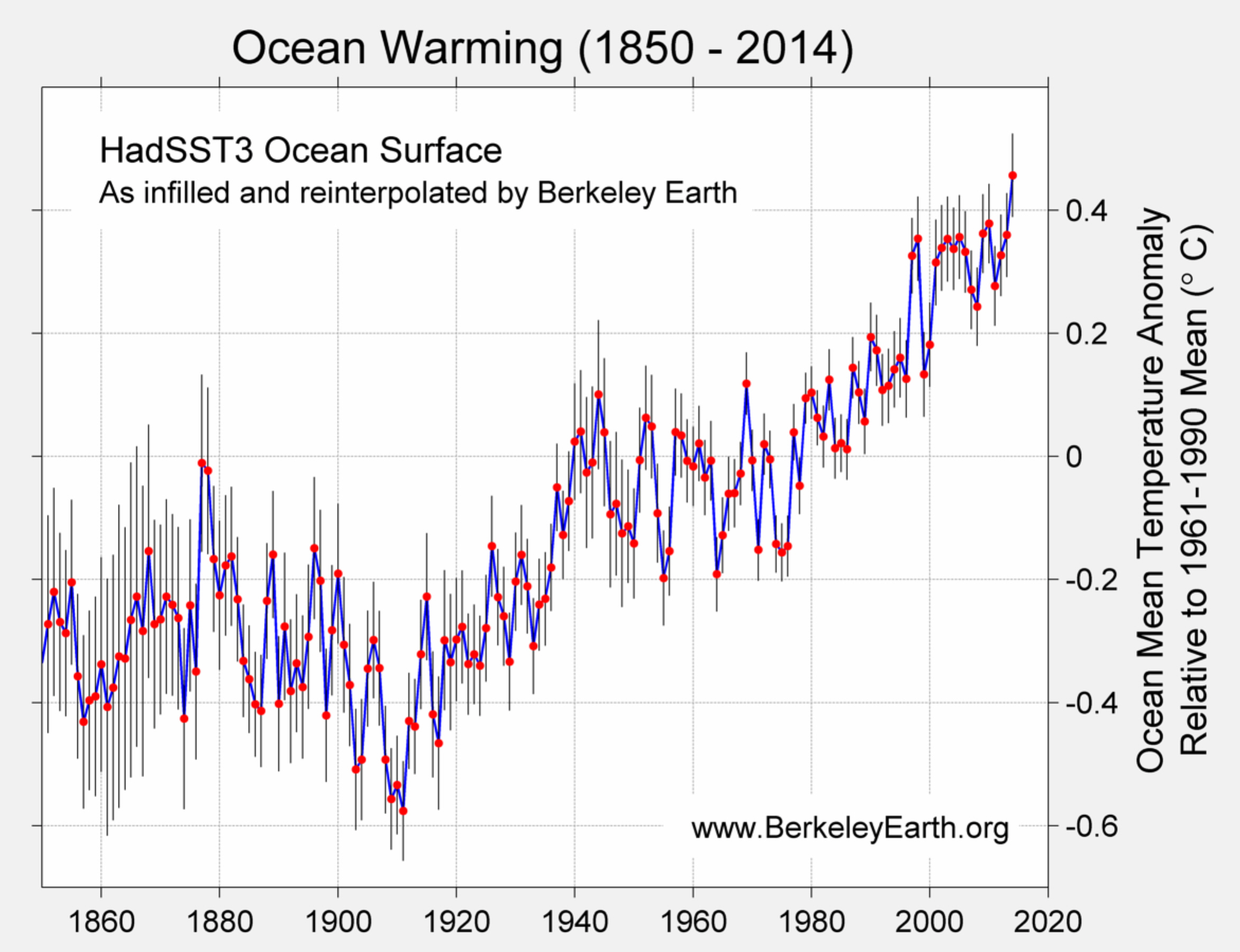
Erwärmung über Ozeanflächen (70 % global)

Das britische Met Office ging in einer dekadischen Klimavorhersage vom Januar 2015 davon aus, dass die globalen Durchschnittstemperaturen über den Fünfjahreszeitraum 2015–2019 gemittelt, voraussichtlich zwischen 0,18 °C bis 0,46 °C über dem Durchschnitt der Jahre 1981–2010 liegen werden. Zum Vergleich: Das Jahr 2010 und 2014, welche als die bis dahin wärmste Jahre seit Aufzeichnungsbeginn gelten, waren um 0,26° wärmer als der Durchschnitt 1981–2010.
In einer weiteren Analyse wurde ein Klimamodell betrachtet, das so ausgelegt wurde, dass es eine globale Erwärmung von 0,2K pro Dekade zeigte; es ist dies die Erwärmungsrate des ausgehenden 20. Jahrhunderts. Die Daten des Klimamodells zeigten, dass eine 10-Jahres-Periode ungeeignet ist, einen Erwärmungs- oder Abkühlungstrend zuverlässig zu diagnostizieren, da dieser Zeitraum signifikant von natürlichen Fluktuationen beeinflusst wird. So zeigt das verwendete Klimamodell zwei Perioden zehnjähriger Erwärmungspausen alle einhundert Jahre, die gänzlich durch natürliche Fluktuationen des Klimas verursacht werden. Um den Einfluss des menschengemachten Klimawandels sicher zu erkennen, sind nach Aussage des Met Office 30-jährige Untersuchungszeiträume nötig. Eine globale Erwärmungspause über die Schwelle von 20 Jahren hinaus wird – bei Abwesenheit anderer kühlender Faktoren – aber bereits als unwahrscheinlich angesehen.

### Bedeutung
Das britische Met Office stellte im Jahr 2013 dar, dass die bis zu diesem Zeitpunkt beobachtete Pause im gemessenen Anstieg der globalen Oberflächentemperaturen die Schätzungen der Klimasensitivitäten TCS und ECS nicht signifikant verändert hatte. Der Wert der wahrscheinlichsten Erwärmung wurde um lediglich 10 % verringert, so dass der für das Jahr 2050 zu erwartende Klimawandel nur wenige Jahre verzögert wird.